# موز برتقالي
موز برتقالي (الاسم العلمي:Musa aurantiaca) هو نوع من النباتات يتبع جنس الموز من فصيلة الموزية.